# Sankt Johann am Tauern Schattseite
Schattseite ist eine Streusiedlung im Oberen Murtal in der Steiermark wie auch Ortschaft (Sankt Johann am Tauern Schattseite) und Katastralgemeinde (St. Johann Schattseite) der Gemeinde Pölstal im Bezirk Murtal.

## Geographie
Die Ortslage befindet sich um die 25 Kilometer nordwestlich von Judenburg.
Die zerstreuten Häuser Schattseite liegen rechts (westseitig) im hinteren Pölstal, auf um die 970–1220 m ü. A. Höhe. Sie erstrecken sich ab 4 km nördlich von Möderbrugg über knapp 10 km am Pölsbach taleinwärts. Sie bilden, zusammen mit den rechtsufrigen Teilen des Ortes Sankt Johann, die Ortschaft Sankt Johann am Tauern Schattseite. Sie umfasst etwa 55 Adressen mit um die  100 Einwohnern (1. Jänner 2024: 111). Dazu gehören auch Teile der Weingrubersiedlung.
Die Katastralgemeinde St. Johann Schattseite mit etwa 3460 Hektar erstreckt sich vom Pölsufer die rechte Talseite hinauf auf den Kamm des Bruderkogels (2299 m ü. A.) der Wölzer Tauern, und – ebenfalls nur rechts – in die Pölsen, das Quelltal der Pöls, hinein, bis an den Zinkenkogel (2233 m ü. A.), schon im Hauptkamm der Niederen Tauern, und den Sattel Perwurzpolster, der hinüber in das Rottenmanner Strechautal führt.
Die Schattseite umfasst die weniger günstigen Siedlungslagen der steileren Osthänge des Tales.
| Rottenmann (KG) Strechen (O) (Gem. Rottenmann, Bez. Liezen) ∗ |                                             |                                            |
| Bretstein (O u. KG) ∗                                         | Kompassrose, die auf Nachbargemeinden zeigt | Sankt Johann am Tauern Sonnseite (O u. KG) |
|                                                               | Möderbrugg (O u. KG)                        |                                            |

∗ Hinter den Bergzügen

## Geschichte
Die im frühen 19. Jahrhundert gegründete Steuergemeinde war 1850 bis 2014 neben Sonnseite eine der beiden Katastralgemeinden der Gemeinde Sankt Johann am Tauern.

## Nachweise
- 62044 – Pölstal. Gemeindedaten der Statistik Austria